# NGC 2441
NGC 2441 este o intermediate spiral galaxy⁠(d) situată în constelația Girafa. A fost descoperită în 1882 de către Ernst Wilhelm Tempel. Se află la o distanță de 44,67 de megaparseci de Pământ.